# Mini-Transat
 Regaty Transat 6,50 (w żargonie żeglarskim „Mini–Transat”) – odbywające się od 1977 cyklicznie co dwa lata transatlantyckie regaty samotników, z zachodu Europy na wschód Ameryki Południowej, na jednokadłubowych jachtach o maksymalnej długości 6,5 m. Regaty te zostały wymyślone przez Brytyjczyka Boba Salmona, w odpowiedzi na niemożność sprostania przez wielu zainteresowanych żeglarzy olbrzymim kosztom startu w innych tradycyjnych regatach transatlantyckich takich jak np. OSTAR.

## Historia
Początkowo start miał miejsce w Wielkiej Brytanii, a od 1984 start następuje we Francji. Regaty mają charakter dwuetapowy. Metą pierwszego etapu zazwyczaj są Wyspy Kanaryjskie.
Od 2001 regaty startują pod nazwą „Transat 6,50 Charente–Maritime/Bahia” z Fort Boyard w La Rochelle we francuskim Départment Charlote–Maritime i poprzez metę pierwszego etapu Lanzarote na Wyspach Kanaryjskich, kończą się metą w Salvador w Brazylii.
Ze względu na rosnącą liczbę żeglarzy chcących wziąć udział w regatach organizatorzy postawili wiele bardzo wymagających warunków kwalifikacyjnych, między innymi udokumentowany udział w samotnym rejsie na dystansie 1000 mil morskich, ponadto udział w przynajmniej dwóch regatach klasy mini na dystansie łącznym co najmniej 1000 mil morskich z tym, że załoga może liczyć dwóch żeglarzy, a dodatkowo żeglarze muszą wykazać się ukończonym treningiem przetrwania. Ma to gwarantować wysoki poziom regat, jak i profesjonalizm uczestników. Zapewnia to bardzo duże bezpieczeństwo regat Transat 6,50 i plasuje je w czołówce pod tym względem pośród tego typu ekstremalnych wyścigów. W czasie regat 2005 roku z rywalizacji wycofało się tylko 8 żeglarzy, a wszystkie te rezygnacje był wynikiem awarii sprzętu (pęknięcia, wady materiałowe itp.).
Od udziału w regatach Transat 6,50 zaczęły się kariery wielkich żeglarzy samotników takich jak Ellen MacArthur, Isabelle Autissier oraz Jean Luc Den Heede. Startował w nich słynny polski żeglarz Kazimierz Jaworski, już po swym znakomitym wyniku w regatach OSTAR '76.
„Mini–Transat” od samego początku był swoistym poligonem doświadczalnym dla projektantów jak i budowniczych jachtów. W historii zapisał się między innymi „s/y Spanielek” Kuby Jaworskiego, w którym po raz pierwszy zastosowano dwie płetwy sterowe, oryginalne ożaglowanie bez tradycyjnego grota natomiast z dwiema rolowanymi genuami, rozpinanymi na teleskopowych spinakerbomach przy wiatrach pełnych. Technologiczna nowinką w tamtych czasach był również sam kadłub wykonany z laminatu kevlarowego (1977).
Innymi nowinkami wprowadzonymi do żeglarstwa regatowego przez „Mini” są również:
- grot o bardzo dużej strzałce liku tylnego oraz listwami wzdłuż całej jego szerokości, kadłub z wodnicą równą długości całkowitej jachtu, kil z zawieszoną na jego końcu bulbą (AMERICAN EXPRESS regaty 1979);
- dodatkowy balast wodny po 200 l na każdą burtę;
- poszerzenie jachtów regatowych, dla „Mini” jest to 3 m (zwiększa to ramie działania balastu wodnego);
- miecz dziobowy (ORLEANS PAINSOL);
- olinowanie z kevlaru (1983);
- maszt węglowy oraz kadłub z kompozytów epoksydowo węgłowych (AQUITAIN);
- uchylna płetwa balastowa (1991). Mini o numerze 29.

Przepłynięcie Atlantyku w regatach 2005 dla zwycięzcy Francuza Corentina Dugueta zajęło 24 dni 21 godzin 36 minut i 24 sekundy, ze średnią prędkością w czasie pierwszego etapu 8,2 węzła, 6,7 węzła w drugim etapie oraz średnią prędkością 7,1 na całym dystansie 4226 mil morskich.

## Polscy żeglarze
Udział w regatach wzięli:
- 1977 – Kazimierz Jaworski[2]
- 2007 – Jarosław „Jaro” Kaczorowski[3]
- 2011 – Radosław Kowalczyk (żeglarz) (pierwszy żeglarz który ukończył eliminacje w ramach Mistrzostw Świata klasy Mini 6.50 w jednym roku)[2].
- 2019 – Michał Adam Weselak Pierwszy etap 10 dni 12h. 50min. 24s. miejsce 16 na 22 jachty. Drugi etap 17 dni 14h. 45min. 27s. miejsce 12 na 20 jachtów. Suma 15 miejsce na 22 jachty.

## Jachty
Jachty biorące udział w regatach Transat 6,50 podzielone są na dwa typy: jachty seryjne oraz prototypy.
Jachty seryjne są to jednostki o prawie identycznych właściwościach nautycznych. By powstrzymać wyścig technologiczny, regulamin regat ogranicza stosowanie nowoczesnych i bardzo drogich materiałów, zarówno przy konstrukcji kadłubów jak i takielunku czy żagli. Te właśnie założenia sprawiły, że klasa ta jest dostępna i stosunkowo niedroga. W klasie jachtów seryjnych najważniejsze zatem stają się umiejętności skipperów, solidne przygotowanie jachtu i – jak w każdym sporcie – trochę szczęścia.
Jachty prototypowe to nowatorskie konstrukcje, niemal kosmiczne technologie zastosowane w materiałach służących do budowy oraz cały szereg prototypowych rozwiązań, a wszystko po to, by nadać jachtowi jak największą szybkość. Tu nie liczą się koszty, a jedynie najnowsze osiągnięcia techniki. Jedyne ograniczenia to ogólny wygląd, oraz dokładne wymiary łodzi. Ten typ w klasie MINI stał się zatem poligonem doświadczalnym dla największych regat świata takich, jak Puchar Ameryki (America's Cup), Puchar Admiralicji (Admiral's Cup) czy regat dookoła świata Volvo Ocean Race.

## Dane techniczne „Mini–Transat”
- Długość kadłuba – 6,50 m
- Szerokość maksymalna – 3,0 m
- Maksymalne zanurzenie – 2,0 m
- Wysokość całkowita od kila do topu masztu – 14,0 m
- Średnia wysokość wolnej burty – 0,75 m
- Powierzchnia nadbudówki w rzucie – szer. maks./6
- Min. strzałka pokładu – szer. x 0,05

Dodatkowymi wymaganiami technicznymi są między innymi:
- komory wypełnione materiałem wypornościowym;
- drabinka rufowa;
- tratwa ratunkowa umocowana nie dalej niż 1 m od rufy;
- balast wodny nie większy niż 400 l, po 200 l na burtę;
- przechył jachtu nie może być większy niż 10° w przypadku wychylenia kila do krańcowego położenia lub przy całkowicie wypełnionym balaście;
- jacht powinien podnieść się samoczynnie z przechyłu 100°, czyli z masztem i częściowo żaglami zanurzonymi pod wodą oraz z zawieszonym dodatkowo na topie masztu 45 kilogramowym obciążnikiem.